# أبو بكر النابلسي
محمد بن أحمد بن سهل بن نصر، أبو بكر الرملي الشهيد المعروف بابن النابلسي. فقيه وعالم دين وزاهد، كان إماماً في الحديث والفقه، كبير الصولة عند الخاصة والعامة، وكان من المحدثين الكبار، فقد حدّث عن: سعيد بن هاشم الطبراني، ومحمد بن الحسن بن قتيبة، ومحمد بن أحمد بن شيبان الرملي. كما حدّث عنه: تمام الرازي، والدارقطني، وعبد الوهاب الميداني، وعلي بن عمر الحلبي، وغيرهم.

## قصة وفاته
بعد أن استولى الفاطميون على الشام هرب العلماء من منطقة فلسطين وبيت المقدس حيث كان الفاطميون يجبرون علماء المسلمين على لعن أعيان صحابة رسول الله ﷺ على المنابر، ولما ظهر المعز لدين الله بالشام واستولى عليها أبطل التراويح وصلاة الضحى، وأمر بالقنوت في الظهر بالمساجد، وكان الإمام النابلسي ممن هرب من العلماء من وجه الفاطميين الذي هرب من الرملة إلى دمشق، وكان من أهل السنة والجماعة وكان يرى قتال الفاطميين. وقال النابلسي : لو كان في يدي عشرة أسهم كنت أرمي واحداً إلى الروم وإلى هذا الطاغي تسعة.
وبعد أن استطاع حاكم دمشق التغلب على القرامطة أعداء الفاطميين، قام بالقبض على الإمام النابلسي وأسره وحبسه في رمضان، وجعله في قفص خشب، ولما وصل قائد جيوش المعز إلى دمشق، سلّمه إليه حاكمها. فحمله إلى مصر.
فلما وصل إلى مصر، جاء جوهر للمعز لدين الله بالزاهد أبا بكر النابلسي، فمثل بين يديه. فسأله: بلغنا أنك قلت: إذا كان مع الرجل عشرة أسهم وجب أن يرمي في الروم سهماً وفيناً تسعة، فقال الإمام النابلسي: ما قلت هكذا، ففرح القائد الفاطمي وظن أن الإمام سيرجع عن قوله. ثم سأله بعد برهة: فكيف قلت؟ قال الإمام النابلسي: قلت: إذا كان معه عشرة وجب أن يرميكم بتسعة، ويرمي العاشر فيكم أيضاً!
فسأله المعز: ولم ذلك؟!! فرد: لأنكم غيرتم دين الأمة، وقتلتم الصالحين، وأطفأتم نور الإلهية، وادعيتم ما ليس لكم.
فأمر المعز بإشهاره في أول يوم، ثم ضُرب في اليوم الثاني بالسياط ضربا شديدا مبرحا. وفي اليوم الثالث، أمر جزارا يهودياً – بعد رفض الجزارين المسلمين – بسلخه، فسُلخ من مفرق رأسه حتى بلغ الوجه، فكان يذكر الله ويصبر، حتى بلغ العضد، فرحمه السلاخ اليهودي وأخذته رقة عليه، فوكز السكين في موضع القلب فقضى عليه، وحشي جلده تبناً وصُلب على أبواب القاهرة.
وقتل النابلسي في سنة ثلاث وستين وثلاثمائة من الهجرة.

## قالوا عنه
قال الذهبي في ترجمة لأبي بكر النابلسي : قال أبو ذر الحافظ : سَجَنَه بنو عُبيد، وصلبوه على السنة، سمعت الدار قطنَّي يذكره ويبكي، ويقول كان يقول، وهويُسلخ: { كَانَ ذَلَكَ فِي الكِتَابِ مَسْطُوراً }
قال أبو الفرج بن الجوزي: أقام جوهر القائد لأبي تميم صاحب مصر أبا بكر النابلسي، وكان ينزل الأكواخ فقال له : بلغنا أنك قلت : إذا كان مع الرجل عشرة أسهم، وجب أن يرميَ في الروم سهماً، وفينا تسعة قال : ما قلت هذا، بل قلت : إذا كان معه عشرةُ أسهم، وجب أن يرميكم بتسعة، وأن يرمي العاشر...فيكم أيضاً ؛ فإنكم غيرتم الملة، وقتلتم الصالحين، وادعيتم نور الإلهية.
حكى ابن السعساع المصري، أنه رأى في النوم أبا بكر بن النابلسي بعدما صلب وهو في أحسن هيئة، فقال : ما فعل الله بك ؟ فقال :
حباني مالكي بدوام عز وواعدني بقرب الانتصار وقربني وأدناني إليه وقال : انعم بعيش في جواري.
قال ابن الأكفاني : توفي العبد الصالح الزاهد أبو بكر بن النابلسي، كان يرى قتال المغاربة، هرب من الرملة إلى دمشق، فأخذه متوليها أبو محمود الكتامي، وجعله في قفص خشب، وأرسله إلى مصر، فلما وصل قالوا : أنت القائل، لو أن معي عشرة أسهم . . . وذكر القصة، فسلخ وحشي تبنا، وصلب .
قال معمر بن أحمد بن زياد الصوفي : أخبرني الثقة، أن أبا بكر سلخ من مفرق رأسه حتى بلغ الوجه، فكان يذكر الله ويصبر حتى بلغ الصدر فرحمه السلاخ، فوكزه بالسكين موضع قلبه فقضى عليه . وأخبرني الثقة أنه كان إماما في الحديث والفقه، صائم الدهر، كبير الصولة عند العامة والخاصة، ولما سلخ كان يسمع من جسده قراءة القرآن، فغلب المغربي بالشام، وأظهر المذهب الرديء، وأبطل التراويح والضحى، وأمر بالقنوت في الظهر، وقتل النابلسي سنة ثلاث . وكان نبيلا رئيس الرملة، فهرب، فأخذ من دمشق .